# ロック製菓
ロック製菓株式会社（ロックせいか）は、東京都千代田区に本社を置く菓子メーカー。純粋チョコレートを使用したチョコレートを中心に製造販売しており、主力商品である金貨の形を模した「コインチョコレート」はロック製菓の登録商標である。

## 概要
1928年、吉村桃一がチョコレートを主力とする菓子製造販売会社として創業。戦後まもない一時期、チョコレートは高級菓子とされていたが、カカオ豆の価格急落で大量の在庫を抱える羽目になった際、廉価で販売するために裸のチョコレートをかち割りの形で客の前で計量し、そのまま袋に入れて渡すという販売を行う。元々はカカオ豆を売りさばくための苦肉の策だったが、会社の窮地を救うとともに人気を博し、このかち割りチョコは「ぶっかきチョコ」「ブロックチョコ」、会社は「ぶっかきさん」「ブロックさん」と呼ばれるようになる。やがてブロックの「ブ」が取れて「ロックさん」に、最終的に「ロック製菓」という社名になった。
1955年に誕生した「コインチョコレート」は、主にキヨスクや駅ビルを直売店としていたが、国鉄の民営化や仕入れの変化等により撤退。テーマパークや土産店など約100社で取り扱われている他、宮内庁売店では菊花紋章を施したコインチョコレートが販売されている。記念品やイベント等の用途に応じて、オリジナルデザインのコインチョコレートを作ることもできる。
また、原料から仕入れて自社工場で製造する仕組みを活用し、動物由来やアルコール由来の成分を添加しないチョコレートを製造。2014年10月、日本アジアハラール協会で初のハラル認証を取得した。
2015年7月、千葉商科大学商経学部と産学連携協定を締結し、学生出資による株式会社設立、商品開発、プロモーション、販売等の協働事業を行うことを発表。2016年3月に千葉商科大学商経学部、山形県立米沢商業高等学校と共同開発したチョコレート菓子『SANUS (サーヌス) チョコレート』を発売した。

## 主な商品
- メモリアルコインチョコレート（A、B）
- コインチョコレート（直径28mm、38mm、58mm）
- MITE（チョコっとサラミ）

取扱い中止
- おこしチョコ
- 胡麻チョコ